# Nuits atypiques
 (mai 2025).
Les Nuits atypiques est un festival de musique créé en 1992, à Langon (Gironde) qui se poursuit, depuis 2015, selon une formule itinérante en Sud Gironde.  Il a pour projet de valoriser la diversité culturelle en faisant découvrir des « musiques du monde », l’enjeu étant la découverte de l’altérité, la sensibilisation aux différences, le rejet du racisme et de l’intolérance, la prise de conscience citoyenne.
Des débats et des projections de films sont organisés, sur des sujets aussi divers que la dette du Tiers-Monde, l’agriculture paysanne, les droits de l’homme, les différences culturelles, la marchandisation du monde, le commerce équitable, la mondialisation financière, etc.
En 2017, le festival a eu lieu du 4 juin au 22 juillet dans 13 communes du Sud Gironde avec notamment Yannick Jaulin et Gaël Faye.

## Programmation
1994
- France : Femmouzes T.

1995
- Panama/ France : Azuquita
- Cap-Vert : Cesária Évora
- Guinée : Mory Kanté

1996
- Brésil : Gilberto Gil
- Mali : Boubacar Traore

1997
- Algérie : Cheb Mami
- Cameroun : Manu Dibango

1998
- Cuba : Compay Segundo
- États-Unis (New York)/ Porto Rico : Ray Barretto
- Colombie/ France : Yuri Buenaventura
- Pérou : Susana Baca

1999
- Algérie/ France : Faudel
- France : Massilia Sound System (Marseille/Occitanie)
- Cuba : Orlando « Maraca » Valle (Cuba)

2001
- France : Compagnie Lubat
- Cuba : Eliades Ochoa (du Buena Vista Social Club) et Cuarteto Patria
- Yougoslavie : Emir Kusturica and The No Smoking Orchestra
- France : Fabulous Trobadors (Toulouse-Occitanie)
- France : Manu Chao
- Cameroun : Manu Dibango
- France/Maghreb : Orchestre national de Barbès

2002
- Cap-Vert : Cesária Évora
- Yougoslavie : Goran Bregovic
- Sénégal : Youssou N'Dour
- Martinique : Dédé Saint-Prix
- France : Sergent Garcia
- France : Noir Désir

2003
- France : Zebda
- France : Massilia Sound System
- Italie : Roy Paci
- Italie : Caetano Veloso
- France/ Colombie : Yuri Buenaventura
- France/ Argentine : Gotan Project
- Royaume-Uni : Asian Dub Foundation

2004
- Cameroun : Manu Dibango
- Cuba : Omara Portuondo
- Yougoslavie : Emir Kusturica

2006
- Brésil : Gilberto Gil
- Yougoslavie : Goran Bregovic
- Cuba : Orquesta Aragon